# Geoda

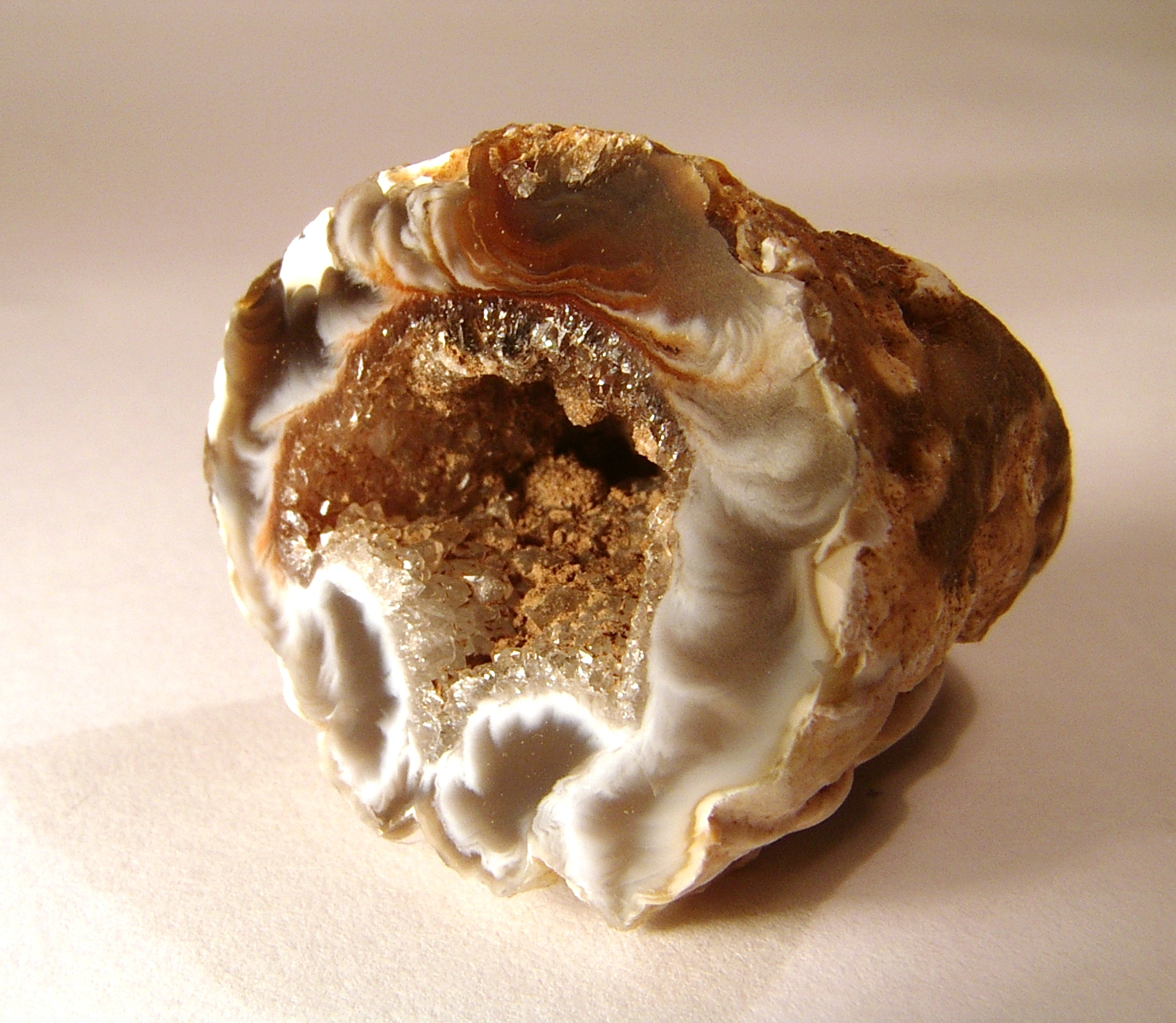
Geoda

Geoda – przestrzeń masy skalnej wypełniona minerałem. Powstaje wskutek krystalizacji minerałów w wolnych, pustych miejscach w skałach. Geody mają często owalną formę. Na ścianach jej kulistej wnęki tworzą się najpierw współśrodkowe warstwy, następnie szczotki kryształów skierowanych swoimi końcami ku środkowi geody. 

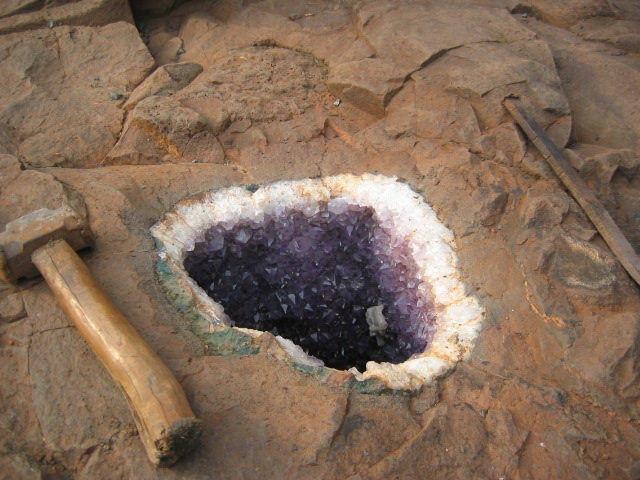
Ametystowa geoda w naturalnym stanie

Najczęściej geody tworzą się w skałach wulkanicznych, kiedy pęcherzyk gazu zostaje uwięziony w stygnącej lawie. Tego typu geody mają kształt owalny o średnicy od kilku milimetrów do kilkunastu metrów. W tego typu pustym obszarze woda niosąca rozpuszczone substancje mineralne powoduje ich osadzanie na otaczających je ścianach. Z tego powodu kryształy mogą rosnąć bez ograniczeń przez wiele milionów lat i mogą osiągać bardzo duże rozmiary.
Geody mogą powstawać również w skałach osadowych, które pękając tworzą podłużne szczeliny. Są tworzone najczęściej przez takie minerały jak agat, ametyst, kwarc.